# Emil Boc
Emil Boc (tiếng Rumani phát âm: [emil bok]; sinh 06 tháng 9 năm 1966) là một chính trị gia Rumani đã giữ chức Thủ tướng Chính phủ Romania kể từ tháng 12 năm 2008 cho đến khi ông từ chức vào ngày 6 tháng 2 năm 2012.

## Sự nghiệp chính trị
Tháng 6 năm 2004, ông được bầu làm Thị trưởng thành phố Cluj-Napoca, thành phố lớn nhất ở Transilvania.
Năm 2008, Emil Boc cũng là chủ tịch của Đảng Dân chủ Tự do và được chỉ định làm Thủ tướng. Tuy nhiên một năm sau đó, nội các do ông đứng đầu đã giải tán sau khi thất bại tại cuộc bỏ phiếu bất tín nhiệm tại Quốc hội vào ngày ngày 13 tháng 10 năm 2009. Tuy nhiên ông vẫn giữ quyền đứng đầu của một nội các lâm thời cho đến khi Thủ tướng Chính phủ mới và nội các mới được Quốc hội thông qua.
Ngày 17 tháng 12 năm 2009, ông được Tổng thống Traian Basescu uỷ quyền để thành lập chính phủ mới sau khi nhận được đa số phiếu bầu của Quốc hội. Ngày 06 tháng 2 năm 2012, Emil Boc đệ đơn từ chức lên tổng thống, với lý do là để "xoa dịu căng thẳng chính trị và xã hội" các chính sách cắt giảm tài chính, thắt lưng buộc bụng của chính phủ.